# Weldon Olson
Weldon Howard (Weldy) Olson  (Marquette (Michigan), 12 november 1932 – Findlay (Ohio), 13 mei 2023) was een Amerikaans ijshockeyer. 
Olson veroverde tijdens de Olympische Winterspelen 1956 in het Italiaanse Cortina d'Ampezzo de zilveren medaille achter de Sovjet-Unie. In zeven wedstrijden maakte Olson vijf doelpunten.
Vier jaar later won Olson tijdens de Olympische Winterspelen 1960 in eigen land de gouden medaille. Dit was de eerste keer dat de Amerikaanse ploeg olympisch goud won bij het ijshockey. Tijdens dit toernooi maakte Olson in zeven wedstrijden twee doelpunten.
Olson overleed op 90-jarige leeftijd.